# Liste der Monuments historiques in der Kapelle Notre-Dame-de-Santé (Carpentras)
Die Liste der Monuments historiques in der Kapelle Notre-Dame-de-Santé (Carpentras) führt die als Monument historique klassifizierten Objekte in der Kapelle Notre-Dame-de-Santé in der französischen Stadt Carpentras auf.

## Liste der Objekte
| Bezeichnung                                            | Beschreibung                           | Standort                   | Kennzeichnung | Schutzstatus | Datum | Bild |
| ------------------------------------------------------ | -------------------------------------- | -------------------------- | ------------- | ------------ | ----- | ---- |
| Gemälde Maria mit Kind                                 | 17. Jh.                                |                            | PM84000342    | Classé       | 1908  |      |
| Statue Maria mit Kind, bekannt als Notre-Dame de Santé | 18. Jh., Skulptur aus vergoldetem Holz | Nische oberhalb des Altars | PM84000343    | Classé       | 1908  |      |
| Zwei Wandleuchtpaare mit je drei Lichtern              | 18. Jh., vergoldetes Schmiedeeisen     |                            | PM84000344    | Classé       | 1908  |      |